# Степаненко Анатолій Іванович
Степаненко Анатолій Іванович , Анатоль Степаненко (25 квітня 1948, м.Ірпінь, Київської обл.) — український живописець, графік, перформер, кінорежисер, медіа-художник. Представник Нової хилі.
Роботи зберігаються у Національному художньому музеї України, музеях і приватних колекціях країн: Україна, Німеччина, Італія, Японія, Польща, Австрія, Норвегія Швейцарія, Велика Британія, Туреччина, Ізраїль, Канада, США.,.

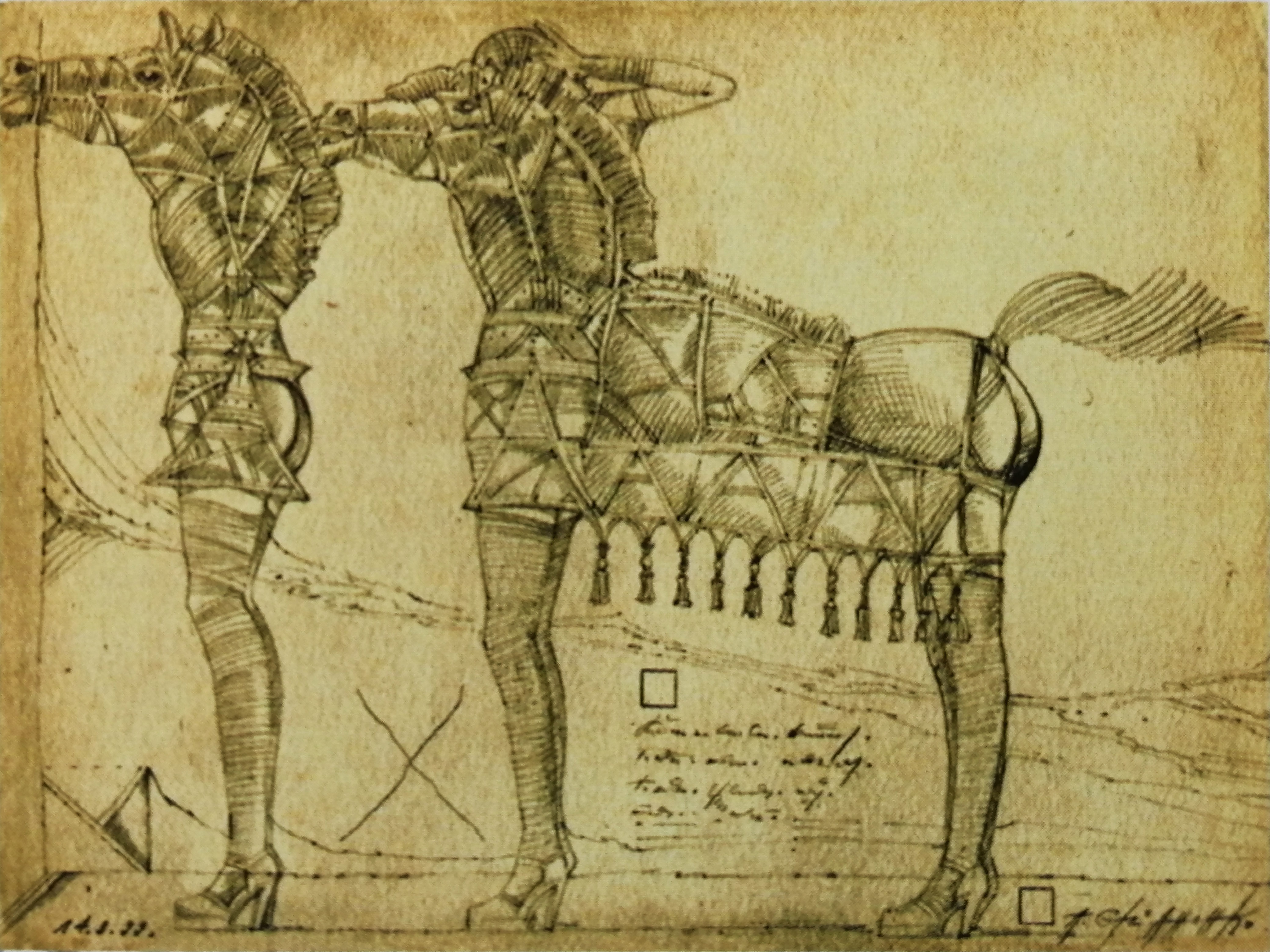
А. Степаненко. Троянський кінь. Папір, олівець. 2002

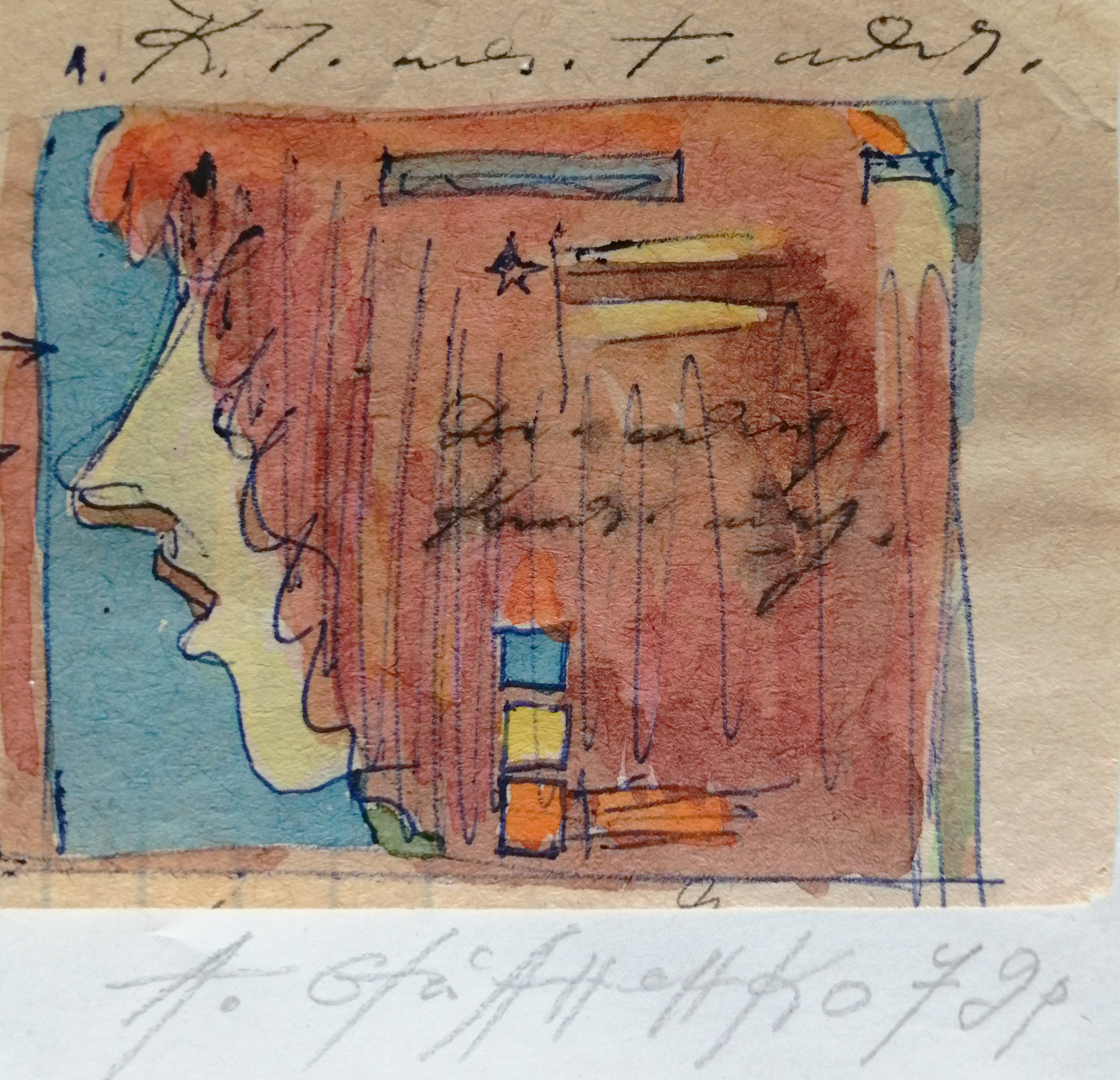
А. Степаненко. Дівчина. Папір, олівець. 1979

## Життєпис

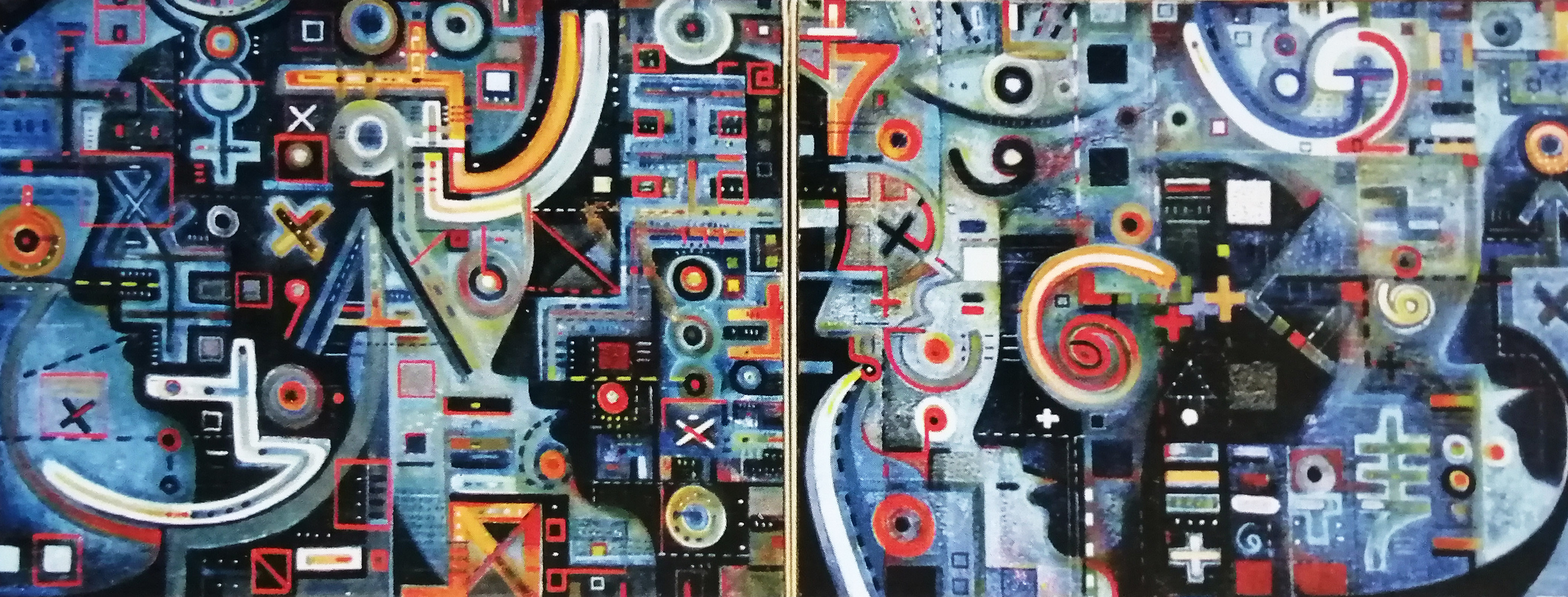
А. Степаненко. Диптих «Транскомунікації».Полотно, олія.1991

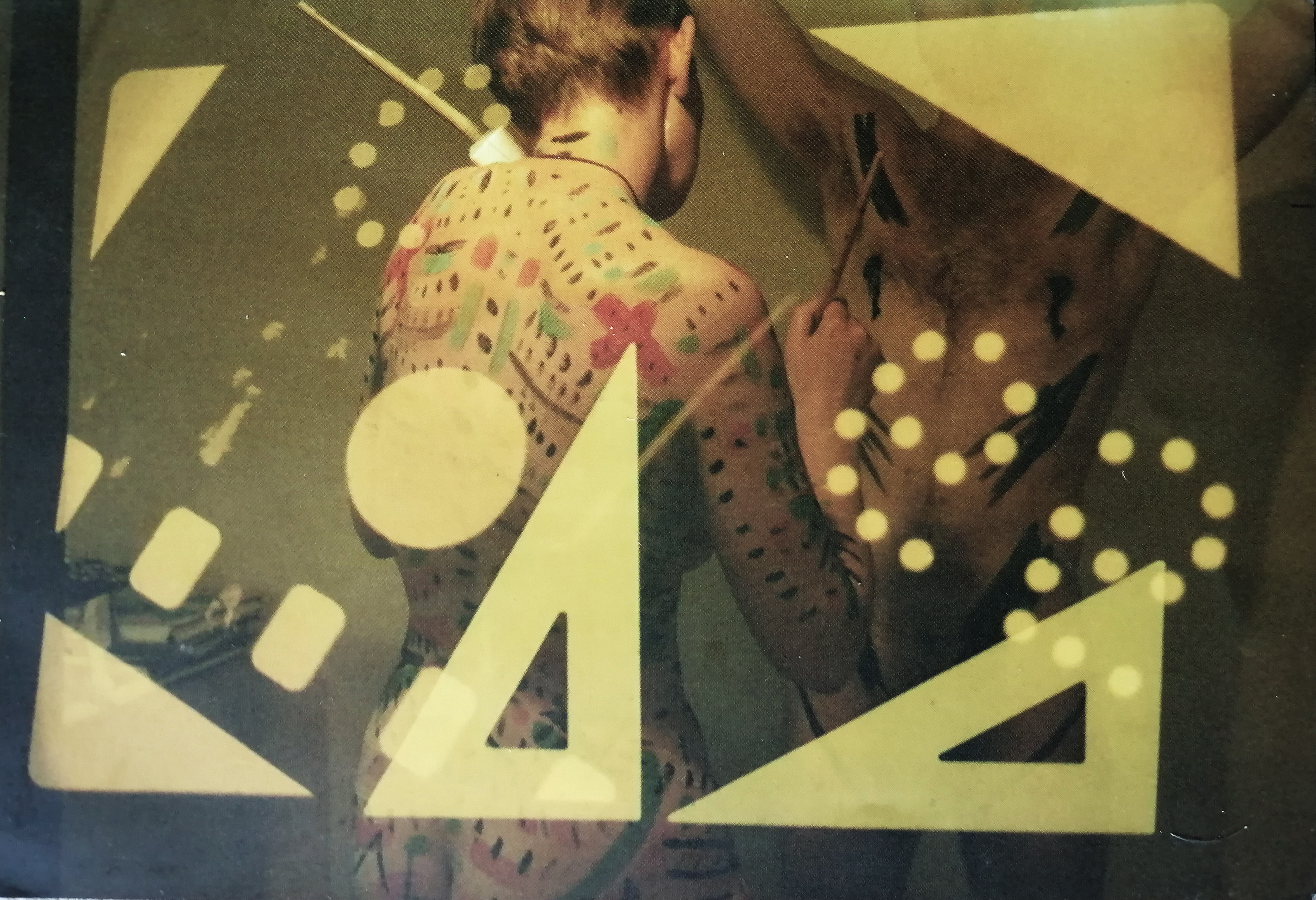
А. Степаненко. З фотопроєкту «Трансмутації».1987

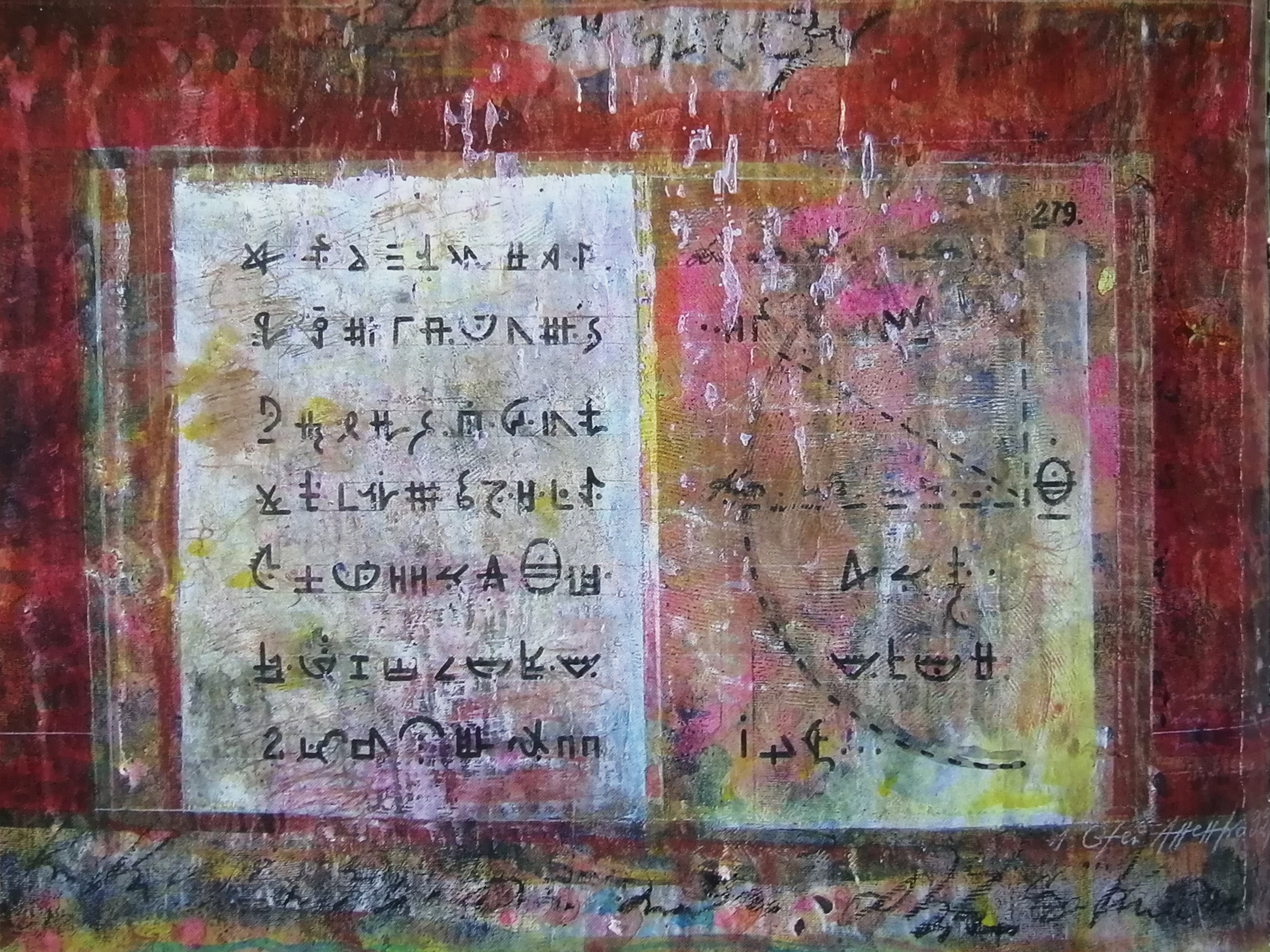
А. Степаненко. Письмена. Папір, зм.техніка. 2001

Анатоль Степаненко народився 25 квітня 1948 в місті Ірпіні Київської обл. Батько Іван Іванович Степаненко і мати Ольга Кузмівна Мирончук були фахівцями в галузі лісового господарства.
Навчався в Ірпінській школі № 1 (8 класів)..
У 1967 р. закінчив Київський художньо-промисловий технікум (нині КДАДПМД ім. М Бойчука) 

У листопаді 1967 призваний до війська, служив 3 роки на Чорноморському флоті, демобілізувався в листопаді 1970 р. У 1971 прибув до Львова, працював натурником, відвідував заняття з рисунка на вечірньому факультеті Львівського інституту прикладного і декоративного мистецтва, куди вступив 1972 на денне навчання і закінчив у 1977 р. 

2 роки жив у Львові як вільний художник, і ще 3 роки в Києві. У 1982—1984 навчався на Вищих режисерських та сценарних курсах у Москві (Росія). 

У 1993–1998 працював у Швейцарії. 1994 — отримав стипендію Christopf Merian Stiftung, IAAB (International Artists Exchange Program), Базель, Швейцарія.

## Творчість
Мистецтвознавиця Галина Скляренко відмічає: «В еволюції його мистецтва — „від метелика до песиголовця“ — значною мірою відбився той складний шлях вітчизняного мистецтва від вимушеної камерності андеграунду через болісний вихід у суспільний простір 1990-х до пошуків нових „об'єктів репрезентації“ нашого часу, що мають конкурувати із нав'язливими образами реклами та безперервністю медіа. Адже мистецтво вимушене кожного разу доводити свою необхідність. І тут вибір творчої позиції митця — „погляд з іншого берега“ — несподівано перетворюється на одну з найактуальніших проблем часу».
Як згадує Влодко Кауфман, Степаненко реалізовував свої проекти, коли саме слово «перформанс» «ще не увійшло в українську лексику і нікому ні про що не говорило». До таких перформансів можна віднести викидання радіо з вікна гуртожитку у Львові під час програвання радянського гімну або стояння на одній нозі з квіткою в зубах..
Анатолій Степаненко був учасником різних креативних угруповань, зокрема об'єднання  Біла ворона (1988—1989), до складу якого входил(Юрій Вакуленко, Володимир Архипов, Костянтин Самойленко, Олександр Кузнецов,Рафаеля Левчина), Василь і Тамара Гайчуки, Віра Вайсберг, Олена Голуб, Валентин Поліщук,  Валерій Гурський та ін. Ця група авангардних митців влаштувала велику неофіційну виставку в київському кінотеатрі «Зоряний».
Аналізуючи творчість митця, Г. Скляренко відмічає, що А. Степаненко використовує прийоми концептуалізму, у таких проєктах як «Косий Капонір» (1992, художники Гнилицький, Голосій, Ратт, Сосерд, Тістол, Чічкан, Соловйов, Керестей, Мамсиков, Маценко) та «Києво-Могилянська Академія» (1993, Тістол, Степаненко, Марченко, Нідерер, Маценко, Кириченко, Касьянов), «Атопос — місце присутності» (Лодзь, 2001). «Прибічник „мистецтва як гри“, Степаненко використовує прийоми концептуалізму для створення видовищних акцій, де художня ідея не заперечує активної виразності матеріалу.».

## Основні персональні виставки
- 2023 «Єретик постмодерну», Львівська національна галерея мистецтв імені Бориса Возницького, Львів
- 2018 «Заколот масок», галерея «Триптих АРТ», Київ
- 2010 галерея НЮ АРТ, Київ
- 2007 Музей сучасного мистецтва України
- 2007 Музей культурної спадщини, Київ
- 2000 AAM Gallery, Atag Asset Management, Базель, Швейцарія
- 1999 MITTE, Культурний центр Gundeldinger Kunsthalle, Базель, Швейцарія
- 1998 Музей історії Києва
- 1996 Oerlikon Gallery, Цюрих, Швейцарія
- 1996 Центр мистецтв, культури та інтеграції, Трір, Німеччина
- 1994 Christoph Merian Stiftung, IAAB, Базель, Швейцарія

## Основні групові виставки
- 2018 FLASHBACK. Українське медіа-мистецтво 90-х років. Мистецький Арсенал, Київ, Україна
- 2017 «Горизонт подій». Мистецький Арсенал, Київ, Україна
- 2014 Premonition: Ukrainian Art Now, Saatchi Gallery, Лондон, Велика Британія
- 2011 «Космічна Одіссея-2011», Мистецький Арсенал, Київ, Україна
- 2004 «Прощавай, зброє». Проект «Музей сучасного мистецтва» фонду Віктора Пінчука «Сучасне мистецтво в Україні». Мистецький Арсенал, Київ, Україна
- 2001 Markers: An Outdoor Banner Event of Artists and Poets for Venice Biennale Венеція, Італія
- 1999 IV Міжнародна триєнале графіки, Кочі, Японія.[8]

## Фільми
- 1986 «Повний місяць. Ноктюрн» (за мотивами роману Валерія Шевчука , художник-режисер), Кіностудія імені Олександра Довженка[9]
- 1989 «Годинникар і курка» (за мотивами п'єси Івана Кочерги, режисер-постановник), Кіностудія імені Олександра Довженка[10]